# NJORD - New Nordic Music Biennale
NJORD - New Nordic Music Biennale er en københavnsk biennale for ny kunstmusik. Den blev stiftet i 2014, og den første biennale blev afholdt den 28. januar til 1. februar 2016 under temaet "Colour of sound".
Biennalen samler komponisterer, musikere, visuelle kunstnere, digtere og instruktører i nordiske samarbejder.
Biennalen har et tema, der skifter fra år til år, og præsenterer hver gang én eller flere nordiske kunstnere som hovednavn(e):
| År   | Hovednavn                     | Tema              |
| ---- | ----------------------------- | ----------------- |
| 2016 | Kaija Saariaho (Finland)      | "Colour of Sound" |
| 2018 | Anna Thorvaldsdottir (Island) | "Nordic Noir"     |